# Vangueria pallidiflora
Vangueria pallidiflora är en måreväxtart som först beskrevs av Arthur Allman Bullock, och fick sitt nu gällande namn av Henrik Lantz. Vangueria pallidiflora ingår i släktet Vangueria och familjen måreväxter. IUCN kategoriserar arten globalt som sårbar. Inga underarter finns listade i Catalogue of Life.